# Sea Rover
HMS Sea Rover (Kennung: P218) war ein U-Boot der britischen Royal Navy im Zweiten Weltkrieg.

## Geschichte
Die Sea Rover (engl. sinngemäß: Vagabund der Meere) war ein Boot des dritten Bauloses der erfolgreichen S-Klasse. Dieses Baulos wird auch als Seraph-Klasse bezeichnet. Sie wurde am 14. April 1941 bei Scotts Shipbuilding and Engineering Company im westschottischen Greenock auf Kiel gelegt und lief am 25. Februar 1943 vom Stapel. Der Kriegsneubau wurde bei Vickers-Armstrong im nordwestenglischen Barrow-in-Furness komplettiert und am 7. Juli 1943 von der Royal Navy in Dienst gestellt.
Das U-Boot wurde 1944 unter dem Kommando von Lt J.P. Angell auf dem Asiatischen Kriegsschauplatz eingesetzt.
Am 3. März 1944 versenkte die Sea Rover in der Malakkastraße bei 4° 56′ N, 100° 17′ O das japanische Schiff Matsu Maru Nr. 1 mit dem Deckgeschütz. Drei Tage später wurde ebenfalls in der Malakkastraße eine kleine japanische Einheit mit Bordartillerie versenkt. Am 8. März 1944 torpedierte und versenkte das Boot in der Straße von Malakka bei 3° 38′ N, 99° 12′ O den japanischen Transporter Shobu Maru (2005 BRT). Am 22. April 1944 versenkte die Sea Rover nördlich von Sumatra (Niederländisch-Indien) ein japanisches Küstenmotorschiff mit dem Deckgeschütz. Am 22. Mai 1944 versenkte sie vor Penang (Malaya) bei 4° 52′ N, 100° 18′ O das japanische Hilfskanonenboot Koshu Maru (1365 BRT) mit Torpedos. Die Sea Rover versenkte mit Bordartillerie am 27. Juni ein und am 5. Juli 1944 zwei japanische Segelschiffe vor Penang. Am 4. Oktober 1944 wurden in der Floressee zwei kleine japanische Einheiten mit Geschützfeuer beschädigt. Am 7. Oktober 1944 versenkte die Sea Rover vor Surabaya (Ost-Jawa) eine japanische Transporteinheit mit dem Bordgeschütz.
Die Sea Rover wurde im Oktober 1949 zur Verschrottung verkauft und anschließend im schottischen Faslane-on-Clyde abgebrochen.